# ヴィストローリオ
ヴィストローリオ（伊: Vistrorio）は、イタリア共和国ピエモンテ州トリノ県にある、人口約500人の基礎自治体（コムーネ）。

## 地理

### 位置・広がり

#### 隣接コムーネ
隣接するコムーネは以下の通り。
- バルディッセーロ・カナヴェーゼ
- カステルヌオーヴォ・ニグラ
- イッシーリオ
- クアリウッツォ
- ルエーリオ
- ストランビネッロ
- ヴァル・ディ・キ
- ヴィドラッコ